# Carlo Zen (arcivescovo)
Carlo Zen (Venezia, 23 ottobre 1772 – Roma, 29 giugno 1825) è stato un arcivescovo cattolico e diplomatico italiano.

## Biografia
Veniva da una famiglia del patriziato veneziano, che fu confermata dalla risoluzione della corte di Vienna il 18 dicembre 1817 come titolo di nobiltà.
Fu ordinato sacerdote il 23 ottobre 1803. Continuò i suoi studi al Collegio barnabita di Bologna e più tardi a Roma. Dopo l'occupazione francese, nel 1808 tornò nella sua città natale. Dopo la restaurazione dello Stato Pontificio, nel 1814 frequentò brevemente la Pontificia accademia ecclesiastica, per poi entrare al servizio della Curia.
Il 10 marzo 1816 ottenne il grado di dottore in utroque iure. Fu nominato arcivescovo titolare di Calcedonia il 29 aprile 1816. Ricevette la consacrazione episcopale il 19 maggio 1816 dal cardinale Giovanni Filippo Gallarati Scotti, co-consacanti gli arcivescovi Candido Maria Frattini e Pietro Caprano. Il 14 agosto 1816 fu nominato nunzio apostolico a Lucerna. In Svizzera rimase per un anno e fu impegnato a risolvere delle conseguenze della separazione dei territori svizzeri dalla diocesi di Costanza, avvenuta durante il mandato del suo predecessore, Fabrizio Sceberras Testaferrata. Anche Zen fallì nel tentativo di ricostituire l'abbazia di San Gallo. Nella diocesi di Basilea, in corso di riorganizzazione, la questione della sede del vescovo fu all'origine, durante il suo breve mandato, di una disputa tra i cantoni di Soletta, Lucerna e Berna. Si oppose in generale all'idea di una diocesi nazionale e alle aspirazioni ad essa connesse di istituire una Chiesa di Stato, diffuse in primo luogo nel Canton Argovia.
Il 26 novembre 1817 fu nominato nunzio a Parigi, ma non poté svolgere questa funzione, poiché i negoziati di conciliazione della Santa Sede furono sospesi con la Francia. Così divenne segretario della Congregazione dei vescovi e regolari nel 1819. Morì a Roma nel 1825 e fu sepolto nella chiesa di San Carlo ai Catinari.

## Genealogia episcopale e successione apostolica
La genealogia episcopale è:
- Cardinale Scipione Rebiba
- Cardinale Giulio Antonio Santori
- Cardinale Girolamo Bernerio, O.P.
- Arcivescovo Galeazzo Sanvitale
- Cardinale Ludovico Ludovisi
- Cardinale Luigi Caetani
- Cardinale Ulderico Carpegna
- Cardinale Paluzzo Paluzzi Altieri degli Albertoni
- Papa Benedetto XIII
- Papa Benedetto XIV
- Papa Clemente XIII
- Cardinale Luigi Valenti Gonzaga
- Cardinale Giovanni Filippo Gallarati Scotti
- Arcivescovo Carlo Zen

La successione apostolica è:
- Vescovo Augustin-Sulpice Zen-Ruffinen (1817)